# Georges Painvin

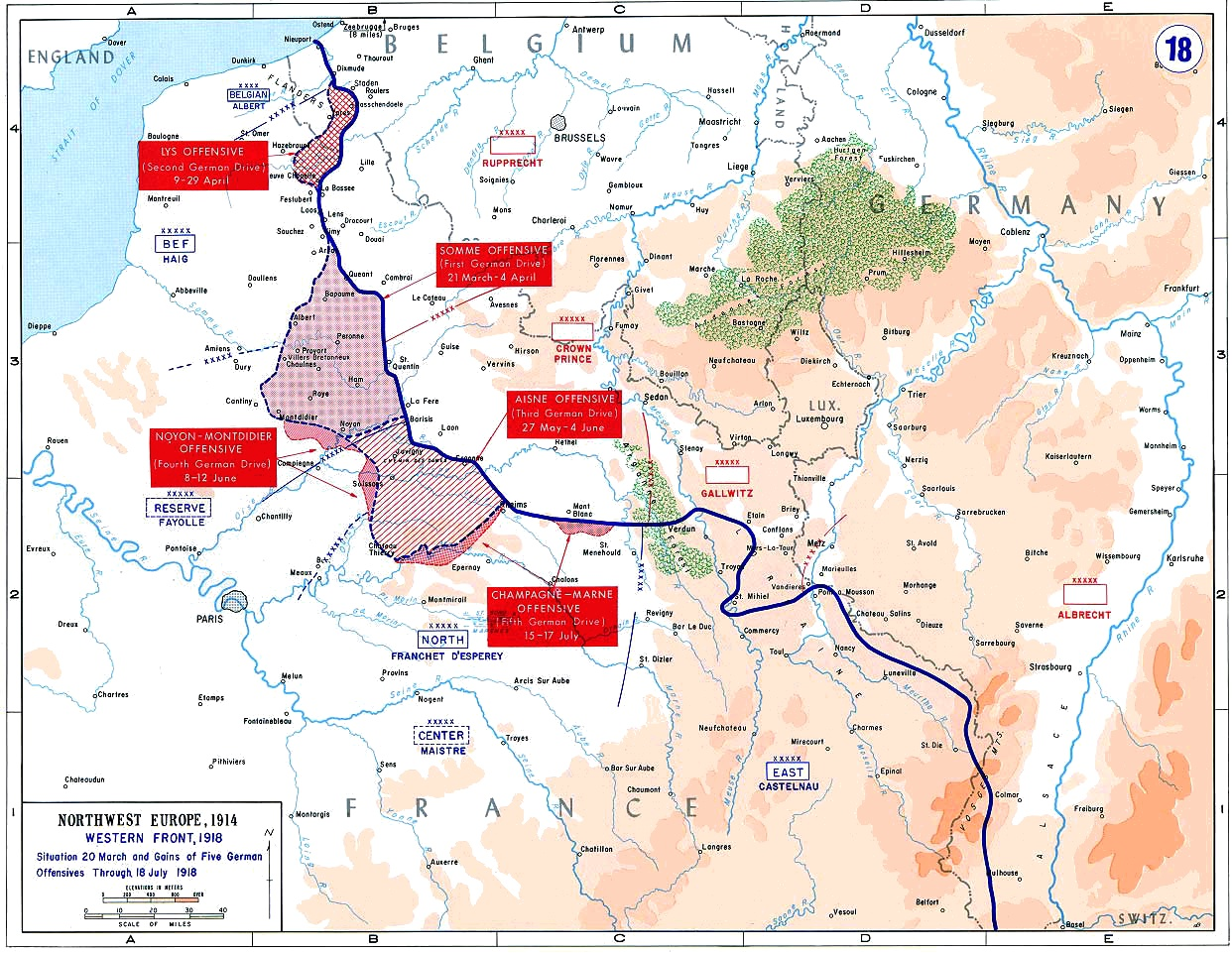
Verlauf der Westfront im Jahr 1918

Georges Jean Painvin (* 28. Januar 1886 in Paris; † 21. Januar 1980 ebenda) war ein französischer Geologe und erfolgreicher Unternehmer.
Besonders bekannt wurde er aber als der Kryptoanalytiker, der 1918 im Ersten Weltkrieg die ADFGX- und ADFGVX-Verschlüsselung gebrochen hat, die von den Deutschen während ihrer Frühjahrsoffensive benutzt wurde, um ihre mithilfe der Morse-Funktechnik drahtlos übertragenen militärischen Meldungen und Befehle geheim zu halten.
Vermutlich lag es an Painvins Entzifferungen, dass es den deutschen Truppen nicht gelang, einen entscheidenden Durchbruch zu erzielen und bis nach Paris vorzustoßen. Dies ist den Äußerungen einiger namhafter Autoren zu entnehmen: „Painvins Arbeit ist es zu verdanken, daß die Speerspitze dieses Angriffs zwischen Compiègne und Montdidier, beide 80 km nördlich von Paris gelegen, lokalisiert werden konnte.“ „Seine Leistung hatte einen Erdrutsch weiterer Entschlüsselungen zur Folge, darunter die eines Funkspruchs mit dem Befehl »Sofortige Munitionslieferung. Auch bei Tage, wenn nicht beobachtet.« [...] Der dringende Munitionsbedarf ließ vermuten, daß dies der Ort war, an dem der deutsche Angriff drohte, was von der Luftaufklärung bestätigt wurde. Die Alliierten schickten Truppen zur Verstärkung des Frontabschnitts, und eine Woche später begann der deutsche Angriff. Die deutschen Truppen hatten das Überraschungsmoment verloren und wurden in einer höllischen, fünf Tage dauernden Schlacht zurückgeworfen.“ Der Kryptologe und ehemalige Direktor des Max-Planck-Instituts für Astrophysik in Garching bei München, Professor Rudolf Kippenhahn, folgert: „Wahrscheinlich ist es sein [Painvins] Verdienst, daß deutsche Soldaten im Ersten Weltkrieg nicht auf den Champs-Élysées herumspaziert sind.“